# 2 Be Loved (Am I Ready)
A 2 Be Loved (Am I Ready) című dal az amerikai énekesnő, rapper Lizzo második kimásolt kislemeze negyedik Special című stúdióalbumáról. A dal 2022. július 18-án jelent meg először az olasz rádióban második kislemezként, míg az Egyesült Államokban augusztus 1-én kezdték el játszani a felnőtt kortárs rádiók, mely hatással volt a slágerrádiókra is.

## Slágerlistás helyezések
A dal Ausztráliában a 11., Kanadában a 25., az Egyesült Királyságban a 16. míg az Egyesült Államokban az 55. helyig jutott.

## Élő előadás
Lizzo a dalt 2022. július 15-én adta elő először a Today című tv műsorban.

## Slágerlista
| Slágerlista (2022)                    | Legmagasabb helyezés |
| ------------------------------------- | -------------------- |
| Ausztrália (ARIA)                     | 11                   |
| Belgium (Ultratop 50 Flanders)        | 23                   |
| Belgium (Ultratop 50 Wallonia)        | 14                   |
| Kanada (Canadian Hot 100)             | 25                   |
| Kanada AC (Billboard)                 | 50                   |
| Kanada CHR/Top 40 (Billboard)         | 5                    |
| Kanada Hot AC (Billboard)             | 20                   |
| Croatia (HRT)                         | 46                   |
| Franciaország (Single Top 100)        | 36                   |
| Global 200 (Billboard)                | 101                  |
| Finnország (Radiosoittolista)         | 42                   |
| Iceland (Plötutíðindi)                | 26                   |
| Írország (IRMA)                       | 14                   |
| Japan Hot Overseas (Billboard Japan)  | 19                   |
| Netherlands (Single Tip)              | 13                   |
| New Zealand (Recorded Music NZ)       | 27                   |
| Svédország (Sverigetopplistan)        | 72                   |
| Switzerland Airplay (Hitparade)       | 92                   |
| Egyesült Királyság (UK Singles Chart) | 16                   |
| US Billboard Hot 100                  | 55                   |
| US Adult Contemporary (Billboard)     | 27                   |
| US Adult Top 40 (Billboard)           | 15                   |
| US Dance/Mix Show Airplay (Billboard) | 38                   |
| US Mainstream Top 40 (Billboard)      | 13                   |

| Slágerlista (2022)               | Helyezés |
| -------------------------------- | -------- |
| US Mainstream Top 40 (Billboard) | 50       |

## Díjak, eladások
| Régió                                                            | Minősítés | Eladott példányszám |
| ---------------------------------------------------------------- | --------- | ------------------- |
| Kanada (Music Canada)                                            | arany     | 40 000‡             |
| Egyesült Királyság (BPI)                                         | ezüst     | 200 000‡            |
| ‡ Eladási+streaming példányszámok kizárólag a minősítés alapján. |           |                     |

## Megjelenések
| Rágió            | Dátum                | Formátum(ok)                                       | Verzió     | Label              | Ref.          |
| ---------------- | -------------------- | -------------------------------------------------- | ---------- | ------------------ | ------------- |
| Olaszország      | 2022. július 18.     | Contemporary hit radio                             | Original   | Nice Life Atlantic | [ 30 ]        |
| Egyesült Államok | 2022. augusztus 1.   | Hot adult contemporary radio                       | Original   | Nice Life Atlantic | [ 31 ]        |
| Egyesült Államok | 2022. augusztus 2.   | contemporary hit radio rhythmic contemporary radio | Original   | Nice Life Atlantic | [ 32 ] [ 33 ] |
| Különböző        | 2022. szeptember 23. | Digitális letöltés streaming                       | Pnau remix | Nice Life Atlantic | [ 34 ]        |